# Pomník padlých v I. světové válce (Dvory)
Pomník padlých v I. světové válce se nalézá v obci Dvory v okrese Nymburk v parčíku u křižovatky u návesního rybníčku.

## Historie
Pomník padlých v I. světové válce byl postaven nákladem občanů obce Dvory v roce 1922 na památku 22 mužů z obce, kteří padli na bojištích I. světové války.

## Popis
Pískovcový památník obětem první světové války z obce Dvory znázorňuje hořící pochodeň, před kterou je na podstavci umístěna socha ležícího lva. Na podstavci jsou kromě data 28. 10. 1918 a nápisu „NA PAMĚŤ OBĚTEM SVĚTOVÉ VÁLKY“ vytesána i jména 22 padlých mužů z obce. Autorem pomníku byl nymburský sochař Vojtěch Věchet.

## Galerie

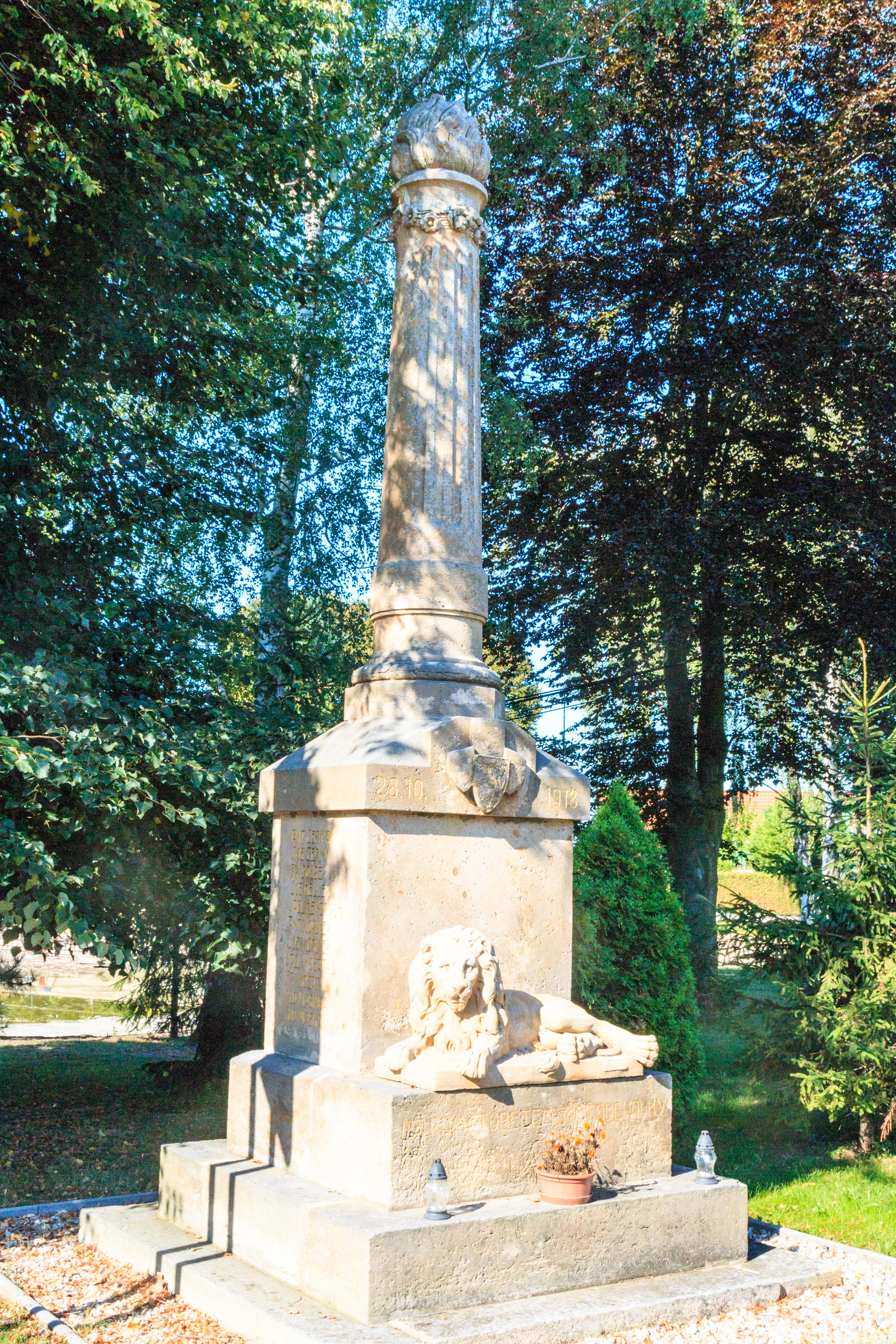
Pomník padlých v I. světové válce v obci Dvory